# Falmouth, Jamaica
Falmouth är en parishhuvudort i Jamaica.   Den ligger i parishen Trelawny, i den nordvästra delen av landet, 110 km nordväst om huvudstaden Kingston. Falmouth ligger 5 meter över havet och antalet invånare är 7 779. Den ligger på ön Jamaica.
Terrängen runt Falmouth är platt åt sydväst, men åt sydost är den kuperad. Havet är nära Falmouth åt nordost. Runt Falmouth är det ganska tätbefolkat, med 80 invånare per kvadratkilometer. Falmouth är det största samhället i trakten. I omgivningarna runt Falmouth växer i huvudsak städsegrön lövskog.